# Nanto (Olaszország)
Nanto település Olaszországban, Veneto régióban, Vicenza megyében Lakosainak száma 3094 fő (2023. január 1.). Nanto Arcugnano, Castegnero, Barbarano Mossano, Rovolon és Montegaldella községekkel határos.

## Népesség
A település népességének változása:
| Lakosok száma | 3098 | 3091 | 3094 |
|               | 2017 | 2018 | 2023 |